# Borse Hermès
Borse Hermès è un singolo del rapper italiano Capo Plaza, pubblicato il 25 ottobre 2024 come secondo estratto dalla riedizione deluxe del terzo album in studio Ferite.

## Video musicale
Il video, diretto da Peter Marvu, è stato reso disponibile in concomitanza con il lancio del singolo attraverso il canale YouTube del rapper.

## Tracce
1. Borse Hermès – 2:40

## Formazione
- Capo Plaza - voce
- Ava - produzione
- MarraMvsic - produzione

## Classifiche
| Classifica (2024) | Posizione massima |
| ----------------- | ----------------- |
| Italia            | 42                |